# Iancu Sasul
Iancu Sasul, „der Sachse“, auch Ioan V., (* vor 1579; † September 1582) regierte vom 21. November 1579 bis zum August 1582 das Fürstentum Moldau. Er war der uneheliche Sohn von Fürst Petru Rareș und der Ehefrau des Kronstädters Jörg Weiss.
Iancu (oder auch Hans) wusste seit seiner Kindheit von seiner fürstlichen Abstammung. Überzeugt davon, eines Tages den moldauischen Fürstenthron besteigen zu können, verzichtete er auf das Erbe seines Stiefvaters und ging nach Istanbul. Dort verehelichte er sich mit einem Mädchen aus dem Phanariotengeschlecht der Paleologu und nahm den Kampf gegen Fürst Petru Șchiopul („der Lahme“)  auf. Mithilfe eines großzügigen Kredits von Bartolomeu Brutti und auch dank seiner einflussreichen Ehefrau gelang Iancu 1579 der Sieg über den regierenden Fürsten, wodurch er neuer Herrscher der Moldau wurde.
Für die Bevölkerung brachten die ersten Monate seiner Herrschaft die große Ernüchterung: Iancu bürdete dem Land ungeheure Steuern und Abgaben auf, da er einerseits immense Schulden zurückzuzahlen hatte, andererseits aber auch selbst zu Reichtum gelangen mochte. Die Fülle an erdrückenden Steuern fand ihren skurrilen Höhepunkt im so genannten „văcărit“, dem „Kuh-Zehent“; alle Bauern hatten ihre jeweils zehnte, zwanzigste etc. Kuh zugunsten des Fürsten abzuliefern.
Unterdessen stieg auch die Macht seines Financiers Brutti ständig, da dieser als rechte Hand des Herrschers für alle finanziellen Angelegenheiten allein verantwortlich war. Dies führte aber letztlich zum Bruch mit Chiajna, die verbittert das Land verlässt und nun im Ausland gegen ihren Bruder Stimmung machte. Unterstützung fand sie dabei unter den mit Iancu unzufriedenen Bojaren; hinzu kamen die engen, oft dubiosen Kontakte Iancus zu deutschen Kreisen, die Rufe nach seinem Rücktritt immer lauter werden ließen.
Schließlich sprach auch die Hohe Pforte seine Absetzung aus und verfügte, ihn festnehmen zu lassen. Iancu versuchte nun, mit insgesamt 100 Fuhrwerken, die mit seinen Besitztümern beladen waren (40 dienten ausschließlich als „Geldtransporter“), über Polen das Land zu verlassen und sich in Siebenbürgen eine neue Existenz aufzubauen. Er gelangte aber bloß bis Lemberg, dort fand er im September 1582 sein Ende.

## Quelle
- Nicolae Iorga: Geschichte der Rumänen im Rahmen ihrer Staatenbildungen. Bd. I, S. 389

| Personendaten    | Personendaten                |
| ---------------- | ---------------------------- |
| NAME             | Iancu Sasul                  |
| ALTERNATIVNAMEN  | Ioan V.                      |
| KURZBESCHREIBUNG | Fürst des Fürstentums Moldau |
| GEBURTSDATUM     | vor 1579                     |
| STERBEDATUM      | September 1582               |